# Mohsen Trabelsi
Mohsen Trabelsi (arabe : محسن الطرابلسي) est un médecin et dirigeant sportif tunisien. Il est le président du Club africain depuis le 21 juin 2025.

## Biographie
Médecin de profession, Mohsen Trabelsi est spécialisé en chirurgie orthopédique et traumatologie. Il exerce notamment au Centre de traumatologie et des grands brûlés de Ben Arous.

### Engagement au Club africain
En dehors de sa carrière médicale, il est connu pour son engagement au sein du Club africain, l'un des principaux clubs omnisports de Tunis. Avant d'accéder à la présidence, il occupe le poste de médecin de l'équipe de football et préside également l'organisation des Socios, une structure de supporters contribuant au financement et à la vie du club.

#### Présidence par intérim (2021)
Mohsen Trabelsi assure la présidence par intérim du club en février 2021. Suite à un vide administratif à la tête du club, son nom est proposé par une association, l'Alliance pour le Club africain, pour diriger une instance provisoire. Le 10 février, le ministère de tutelle valide la création d'une instance de gestion composée de Trabelsi, Zine El Abidine Oueslati et Mehdi Gharbi. Il est ensuite désigné président de cette instance. Sa mission est d'assurer la gestion des affaires courantes jusqu'à la tenue d'une assemblée générale élective. Cette présidence temporaire dure environ deux semaines et prend fin avec l'élection du 21 février.

#### Présidence (2025)

##### Contexte de l'élection
Le Club africain fait face à une crise de gouvernance après la démission du comité directeur de Haykel Dkhil en mai 2025. Face à l'absence de candidats à quelques jours de la date limite, Mohsen Trabelsi décide de présenter une liste pour éviter un vide à la tête du club. Sa liste est la seule à être officiellement déposée et validée par la commission électorale du club et reçoit le soutien de l'investisseur américain Fergie Chambers.

##### Élection
Le 21 juin, lors de l'assemblée générale élective du club, la liste de Mohsen Trabelsi est élue avec 92,28 % des voix des adhérents présents, soit 370 votes sur 401,. Il est élu pour un mandat de trois ans.
Son comité directeur est notamment composé de Mehdi Milad, Hajer Bakkar, Hichem Mannaï, Sami El Cadhi, Elyès Neji et Ferid Khemakhem.